# Male Vinice
Male Vinice – wieś w Słowenii, w gminie Sodražica. W 2018 roku liczyła 26 mieszkańców.